# Carl Heinrich Wolpmann

Oberst Carl Heinrich Wolpmann

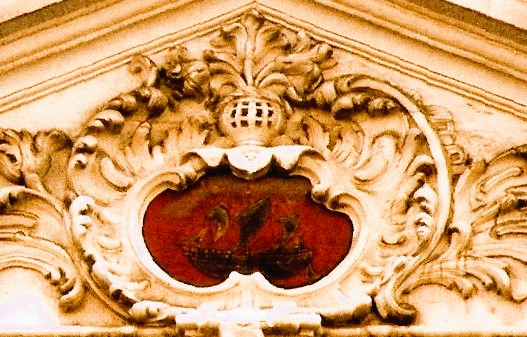
Wappen am Wolpmann'schem Hause zu Lübeck

Carl Heinrich Wolpmann (* 18. Januar 1851 in Lübeck; † 29. Februar 1908 in Düsseldorf) war ein preußischer Oberst und Kommandeur des Landwehrbezirks Düsseldorf.

## Leben
Er war der zweite Sohn des Kaufmanns J. A. Wolpmann und wuchs im Wolpmann'schen Haus in der Königstraße zu Lübeck auf. Wie sein Bruder Emil absolvierte er das Katharineum. Da sein Bruder im väterlichen Geschäft seine Lehrzeit absolvierte, erwählte er die militärische Laufbahn. 
Am 1. Oktober 1869 trat Wolpmann als Dreijährig-Freiwilliger in das 6. Rheinische Infanterie-Regiment Nr. 68 der Preußischen Armee in Koblenz ein. Dort wurde er am 10. Mai 1870 zum Portepeefähnrich ernannt und nahm mit dem Regiment 1870/71 während des Krieges gegen Frankreich an der Belagerung von Metz teil. Am 24. November 1870 folgte seine Beförderung zum Sekondeleutnant und als solcher kam Wolpmann in den Kämpfen bei Berdaucourt les Thennes, Amiens und an der Hallue zum Einsatz.
Von Oktober 1874 bis Ende Juni 1877 war er zur weiteren Ausbildung an die Kriegsakademie nach Berlin kommandiert. Danach war Wolpmann bis zum 18. April 1880 Adjutant des Bezirkskommandos in Köln und wurde zwischenzeitlich am 12. April 1879 Premierleutnant. Ab 1. Mai 1884 wurde Wolpmann auf ein Jahr zur Dienstleistung beim Großen Generalstab kommandiert. Mit seiner Beförderung zum Hauptmann wurde er am 15. Februar 1887 Kompaniechef. Unter Stellung à la suite seines Regiments ernannte man ihn am 21. September 1889 zum Lehrer an der Kriegsschule Metz. Unter Belassung in diesem Kommando am 12. August 1890 in das Infanterie-Regiment Nr. 140 versetzt, kam Wolpmann am 16. Juni 1894 schließlich nach Zabern in das Infanterie-Regiment Nr. 99. Dort fungierte er zunächst als Kompaniechef, wurde am 27. Januar 1895 Major und war ab 20. Mai 1896 Kommandeur des I. Bataillons. Unter Stellung à la suite des Regiments wurde Wolpmann am 14. September 1900 Kommandeur der Kriegsschule Kassel und am 18. Mai 1901 zum Oberstleutnant befördert. Vom 24. April 1904 bis zum 27. Mai 1906 war Wolpmann als Oberst Kommandeur des 5. Lothringischen Infanterie-Regiments Nr. 144 in Mörchingen, später in Metz. Anschließend wurde er zur Disposition gestellt und zum Kommandeur des Landwehrbezirks Düsseldorf ernannt. In dieser Stellung verstarb er im Jahr darauf.
Er hinterließ eine Witwe und vier Kinder. Der einzige Sohn entschied sich ebenfalls für die militärische Laufbahn und war, als Leutnant des 1. Oberrheinischen Infanterie-Regiments Nr. 97, zur Kriegsakademie nach Berlin abkommandiert.
Nach einer Erinnerungsfeier, an der alle Kreise teilnahmen, wurden, seinem Wunsch entsprechend, die sterblichen Überreste nach Lübeck überführt. Dort wurde er in der Familiengruft auf dem Burgtorfriedhof beigesetzt.

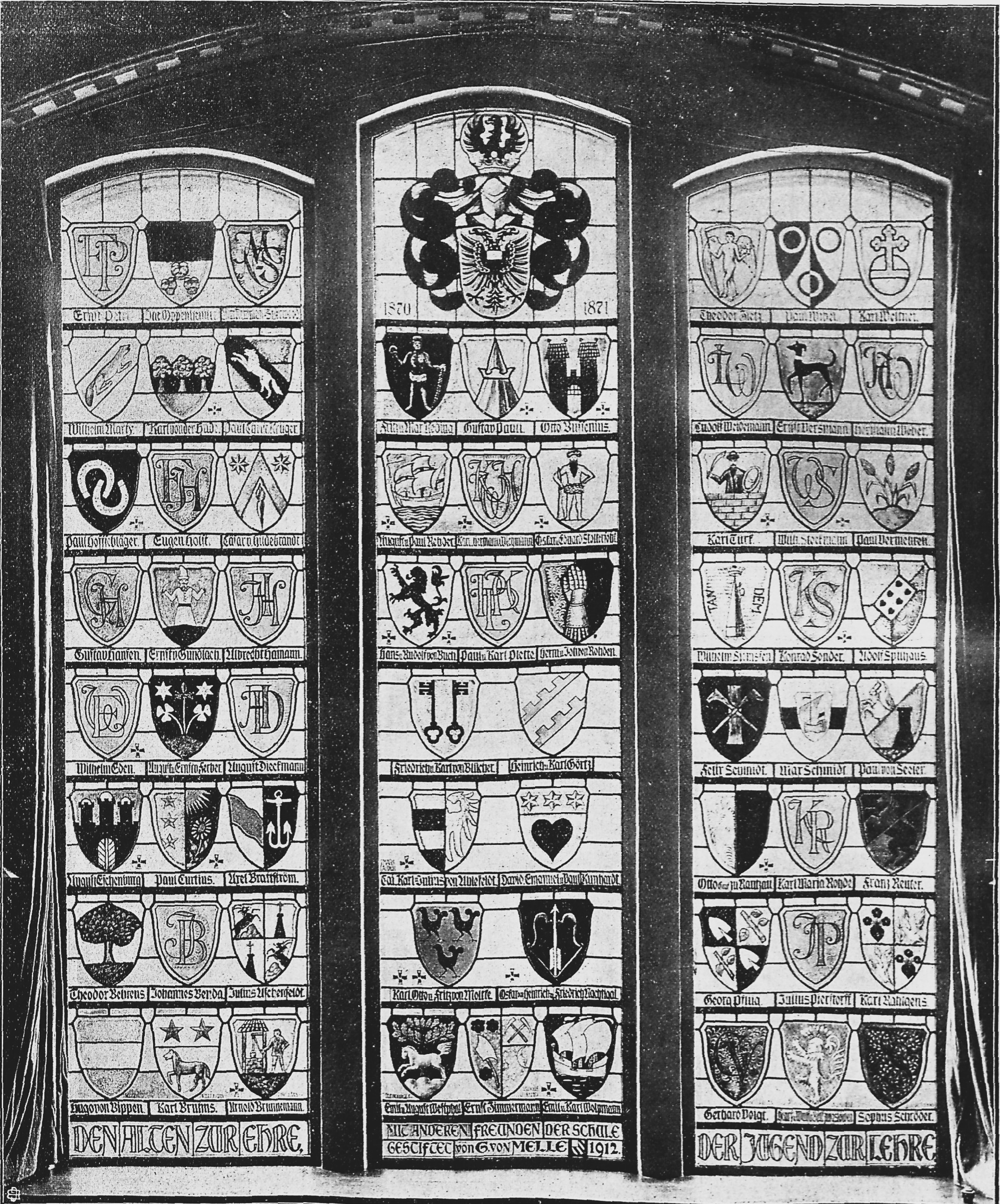
Wappenfenster

1912 wurde ihm, wie allen ehemaligen im Deutsch-Französischen Krieg aktiven Katharineer, durch eine Stiftung in Form eines Fensters in der Aula durch den Weinhändler Gerhard von Melle 1912 ein Denkmal gesetzt.

## Auszeichnungen
- Roter Adlerorden III. Klasse mit der Schleife[2]
- Kronenorden III. Klasse[2]
- Orden der Krone von Thailand III. Klasse[2]